# Surfside, Florida
Surfside är en stad (town) i Miami-Dade County, i delstaten Florida, USA. Enligt United States Census Bureau har staden en folkmängd på 5 879 invånare (2011) och en landarea på 1,5 km².